# Miasta Wietnamu
Według danych oficjalnych pochodzących z 2009 roku Wietnam posiadał ponad 150 miast o ludności przekraczającej 18 tys. mieszkańców. Stolica kraju Hanoi znajduje się na drugim miejscu, Ho Chi Minh jako jedyne miasto liczyło ponad 5 milionów mieszkańców; 1 miasto z ludnością 1÷5 mln.; 4 miasta z ludnością 500÷1000 tys.; 26 miast z ludnością 100÷500 tys.; 38 miast z ludnością 50÷100 tys.; 38 miast z ludnością 25÷50 tys. oraz reszta miast poniżej 25 tys. mieszkańców.

## Największe miasta w Wietnamie
Największe miasta w Wietnamie według liczebności mieszkańców (stan na 2019):
| L.p. | Miasto      | Prowincja          | Liczba ludności |
| ---- | ----------- | ------------------ | --------------- |
| 1.   | Ho Chi Minh | miasto Ho Chi Minh | 8 993 082       |
| 2.   | Hanoi       | miasto Hanoi       | 8 053 663       |
| 3.   | Hajfong     | miasto Hajfong     | 2 028 514       |
| 4.   | Cần Thơ     | miasto Cần Thơ     | 1 235 171       |
| 5.   | Đà Nẵng     | miasto Đà Nẵng     | 1 134 310       |
| 6.   | Huế         | miasto Huế         | 1 128 620       |
| 7.   | Biên Hoà    | Đồng Nai           | 1 055 514       |
| 8.   | Thủ Đức     | Ho Chi Minh        | 1 013 795       |
| 9.   | Thuận An    | Bình Dương         | 596 227         |
| 10.  | Dĩ An       | Bình Dương         | 474 681         |

## Alfabetyczna lista miast w Wietnamie
(czcionką pogrubioną wydzielono miasta powyżej 1 mln)
- An Châu
- An Khê
- An Thới
- Ayun Pa
- Bắc Giang
- Bắc Kạn
- Bạc Liêu
- Bắc Ninh
- Bảo Lộc
- Bà Rịa
- Bến Lức
- Bến Tre
- Biên Hoà
- Bỉm Sơn
- Bình Định
- Bình Long
- Buôn Hồ
- Buôn Ma Thuột
- Buôn Trấp
- Cái Dầu
- Cai Lậy
- Cái Vồn
- Cà Mau
- Cẩm Phả
- Cam Ranh
- Cần Thơ
- Cao Bằng
- Cao Lãnh
- Châu Đốc
- Chí Linh
- Chư Sê
- Cửa Lò
- Củ Chi
- Đà Lạt
- Đà Nẵng
- Đất Đỏ
- Dầu Tiếng
- Dĩ An
- Dien Bien Phu (Điện Biên Phủ)
- Diên Khánh
- Diêu Trì
- Di Linh
- Định Quán
- Đông Anh
- Đông Hà
- Đồng Hới
- Đồng Xoài
- Dương Đông
- Ea Drăng
- Gia Nghĩa
- Gò Công
- Gò Dầu
- Hà Giang
- Hải Dương
- Hajfong (Hải Phòng)
- Hạ Long
- Hanoi (Hà Nội)
- Hà Tiên
- Hà Tĩnh
- Ho Chi Minh (Thành Phố Hồ Chí Minh)
- Hoà Bình
- Hòa Bình
- Hoa Lư
- Hội An
- Hồng Lĩnh
- Hổng Ngự
- Huế
- Hưng Yên
- Kiên Lương
- Kon Tum
- La Gi
- Lai Châu
- Lạng Sơn
- Lao Bảo
- Lào Cai
- Liên Hương
- Liên Nghĩa
- Long Điền
- Long Hải
- Long Khánh
- Long Thành
- Long Xuyên
- Mạo Khê
- Minh Lương
- Mộc Châu
- Móng Cái
- Mỹ An
- Mỹ Phước
- Mỹ Tho
- Mỹ Xuyên
- Năm Căn
- Nam Định
- Nam Phước
- Ngã Bảy
- Nghĩa Lộ
- Nhà Bè
- Nha Trang
- Ninh Hòa
- Núi Sập
- Phan Rang-Tháp Chàm
- Phan Rí Cửa
- Phan Thiết
- Phúc Yên
- Phủ Lý
- Phú Mỹ
- Phước Dân
- Phước Hải
- Phước Long
- Phước Long
- Phú Phong
- Phú Thọ
- Pleiku
- Quảng Ngãi
- Quảng Trị
- Quy Nhơn
- Rạch Giá
- Sa Đéc
- Sầm Sơn
- Sóc Trăng
- Sông Cầu
- Sông Công
- Sông Đốc
- Sơn La
- Sơn Tây
- Tam Điệp
- Tam Kỳ
- Tân An
- Tân Châu
- Tân Hiệp
- Tân Phú
- Tân Thành
- Tây Ninh
- Thái Bình
- Thái Hoà
- Thái Nguyên
- Thanh Hóa
- Thuận An
- Thuận An
- Thủ Dầu Một
- Tịnh Biên
- Trảng Bom
- Trà Vinh
- Từ Liêm
- Từ Sơn
- Tuyên Quang
- Tuy Hòa
- Uông Bí
- Vạn Giã
- Việt Trì
- Vinh
- Vĩnh An
- Vĩnh Long
- Vĩnh Yên
- Vị Thanh
- Vũng Tàu
- Xuân Mai
- Yên Bái